# Mateusz Ogrodniczuk
Mateusz Ogrodniczuk (ur. 27 listopada 1991) – polski siatkarz, grający na pozycji atakującego. Od stycznia 2020 roku jest zawodnikiem KPS-u Siedlce.

## Sukcesy klubowe
Mistrzostwo I ligi:
- 2013
- 2017[3]